# Экологическая проблема Бенрата

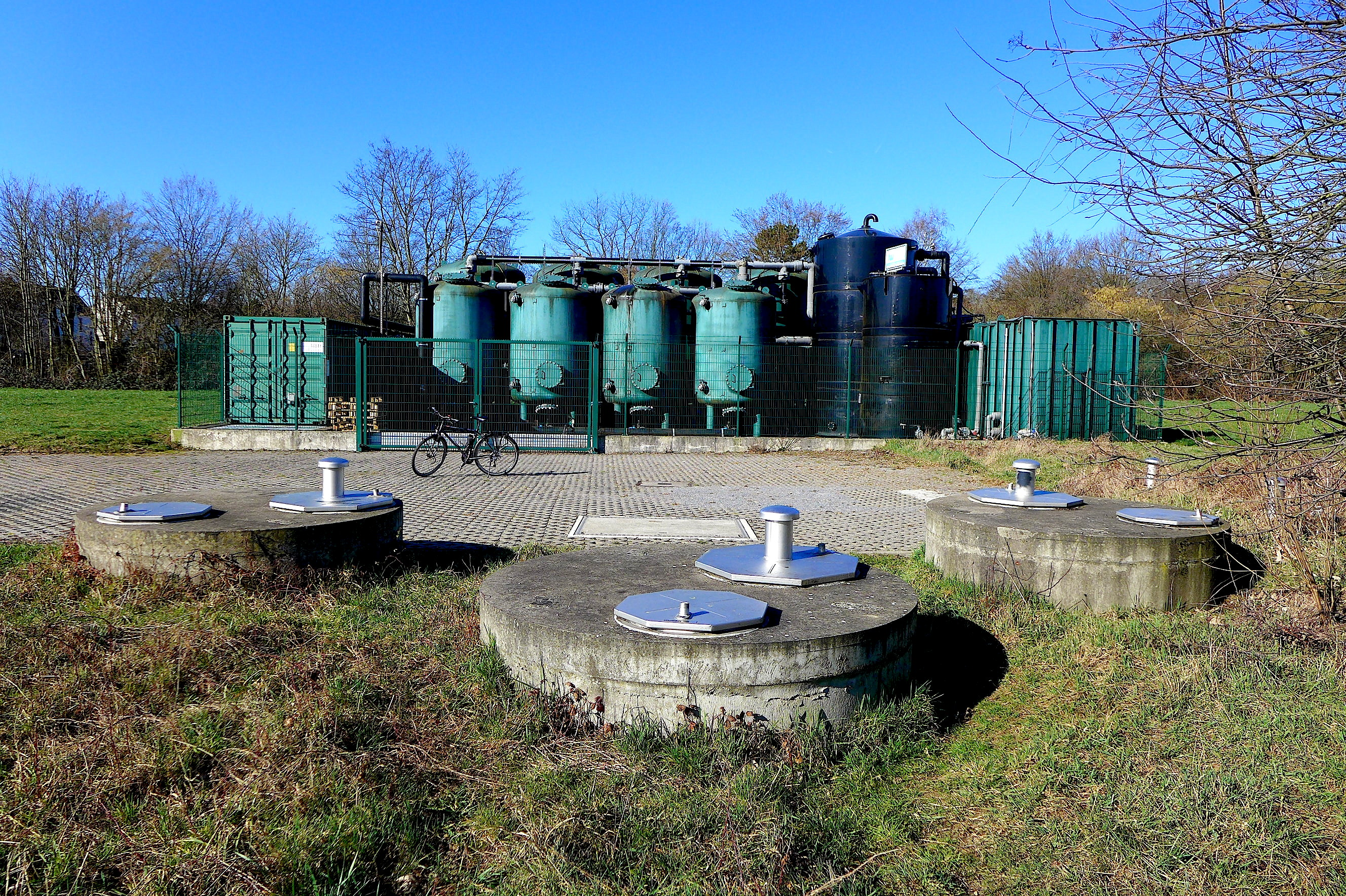
Промышленная установка по очистке грунтовых вод.

В Бенрате (Дюссельдорф) идёт ликвидация многолетней экологической катастрофы, связанной с опасным загрязнением грунтовых вод жидкими промышленными отходами.

## Предыстория
История открытия опасного загрязнения грунтовых вод началась с организации химического кружка в гимназии города Хильдена, носящей имя известного физика Германа Гельмгольца. Кружок осенью 1990 года организовал учитель, доктор химии Вальтер Энсслин (Walther Enßlin). Первоначально ставилась задача  изучить состав выхлопных газов на автобане. Ученики Михаэль Нисвандт (Michael Nieswandt) и Карстен Шёнинг (Karsten Schöning) отправились на задание, но по пути обнаружили такое зловоние, исходящее из канализационного люка, что  отобрали пробы воздуха и принесли их в школу. Анализ образцов шокировал: были обнаружены этилацетат, ксилол и толуол, повреждающие печень и почки, предположительно вызывающие рак, причём в количестве  превышающее максимально допустимое. Такой спектр загрязнения мог исходить только из лако-красочной фабрики международного химического гиганта ICI.
Кружок проинформировал об этом не только предприятие, но и местную прессу. Генеральный директор фабрики в области безопасности, здравоохранения и окружающей среды, доктор Рольф-Дитер Хенклер пригласил юных экологов на предприятие. Но один из учеников, Михаэль Кох (Michael Koch), оказался особенно дотошным. Перед визитом он настоял на необходимости получить более точные данные. Поэтому он, несколько его одноклассников и учитель Энсслин снова пошли исследовать газы, исходящие из канализационного люка. Во время отбора проб появилась охрана ICI. Его сотрудники попытались выгнать экологов с улицы. Но те не согласились, поэтому охранники связались с руководством предприятия по телефону. Рольф-Дитер Хенклер ответил, что ученики должны свободно проверять сточные воды фабрики и должны быть поддержаны в этом деле.
Во время посещения фабрики школьники поняли, что огромное количество растворителей удаляется, минуя очистку, через канализационную систему. Они также обнаружили, что и очистных сооружения компании уже сбрасывали в воздух большое количество опасных веществ.
В дальнейшем, члены химического кружка получили в городской администрации карту канализации города и обнаружили, что чертежи не соответствуют действительности. От ICI они получили правильные схемы канализации. Рольф-Дитер Хенклер теперь был убеждён, что репутация компании поставлена на карту, и инициировал всестороннее расследование канализации. Оказалось, что трубы за десятилетия эксплуатации прогнили, и опасные растворители проникли в грунтовые воды. Бурение до глубины шести метров показало, что на площади 1500 квадратных метров в грунтовых водах плавало в среднем десять сантиметров растворителя. На глубине 35 метров были обнаружены хлорорганические соединения, которые исходили из соседних участков, один из которых ранее принадлежал фирме Маннесманн. Это отравление подземных вод получило особую опасность, поскольку грунтовые воды, следуя своими путями в сторону Рейна, уже перебрались из промышленной зоны Хильдена в лесо-парковую зону и жилые территории соседнего Бенрата (Дюссельдорф).
В Бенрате первыми, кто понял надвигающуюся экологическую катастрофу, стали владельцы завода по производству легированных металлов фирмы Тиссен/Крупп. В этом же 1990 году на предприятии была организована собственная система очистных сооружений для санации грунтовых вод. Ежечасно три скважины, пробурённые на территории завода, дают на фильтровальную станцию 25 кубометров воды. За время её существования выкачано более 8,6 миллиона кубометров воды и удалено 1700 кг хлорорганических соединений (CKW).

## Современное состояние
Только спустя 20 лет в Дюссельдорфе поняли масштабы катастрофы и приняли ряд экстренных мер для предотвращения расширения площади загрязнения. К этому времени ядовитые грунтовые воды поглотили южную часть леса Бенрат, крупную оживлённую улицу Хильденштрассе и прилегающие к ней территории, зону закрытого и открытого плавательных бассейнов Бенрат, практически весь так называемый "музыкальный" квартал (с улицами, носящими имена выдающихся композиторов) и дошли до охраняемого законом исторического парка Бенрат (его южной части), угрожая дальнейшим распространением на соседний Урденбах. Пятно загрязнения вытянулось в длину на 3 километра и в ширину на 900 метров. Власти Дюссельдорфа в спешном порядке пробурили десятки скважин в Бенрате для контроля качества грунтовых вод и создали карту загрязнённой хлорорганическими соединениями территории.
Задействованный план по перехвату и очистке ядовитых грунтовых вод осуществляется на четырёх линиях: одна организована в Хильдене и три в Бенрате.
В первую линию входят собственно источники загрязнения. Их в Хильдене два. И хотя их хозяева давно поменялись, часть затрат по очистке взяли на себя новые владельцы предприятий, но основная доля финансирования легла на власти района Метманн, куда входит Хильден. Здесь сооружены и круглосуточно работают очистные сооружения, включающие в себя систему скважин с насосами, песчано-гравийные смеси (фильтры), фильтры активированного угля и системы автоматического контроля за качеством очищенной воды, сбрасываемой в специальную систему канализации.
Главная часть первой линии выстроена на лугу по границе с бенратским лесом (Райсхольцштрассе, Хильден). Здесь также пробурены в ряд несколько скважин (перегораживающих площадь загрязнения) с насосами и построена фильтровальная автоматическая станция. Очищенные воды сбрасываются в рядом протекающий безымянный ручей, впадающий в Хоксбах (Hoxbach), который далее впадает в Дюссель. Тот несёт воду четырьмя рукавами в центр Дюссельдорфа и впадает в Рейн.
Вторая линия организована в лесу Бенрат рядом с автобаном А59. Здесь также ряд скважин и автоматическая фильтровальная станция. Очищенная вода сбрасывается в ручей Иттер, который несёт свою воду рядом с парком Бенрат и, охватывая его с двух сторон, впадает в Рейн. Важно знать, что часть этой очищенные воды наполняет также все пруды у дворца Бенрат.
Вторая линия очистки столкнулась с ещё одной экологической проблемой загрязнения грунтовых вод, не менее опасной чем загрязнение химическими соединениями CKW. Согласно обзорной карте загрязнений грунтовых вод Дюссельдорфа, здесь находится источник концентрированного загрязнения так называемыми пер- и полифторированными тензидами (PFT/ Поверхностно-активные вещества ПАВ). Это очень опасные органические соединения, практически не разрушающиеся в природной среде и являющиеся канцерогенными источниками. Подобная ситуация выявлена на севере Дюссельдорфа в Кайзерсверте.  Загрязнённые PFT-соединениями грунтовые воды уже достигли третьей линии очистки в Бенрате и захватили протекающий здесь ручей Иттер. Источники PFT в районе Дюссельдорферштрассе не выявлены. Уже в 2016 году рыбакам находящегося в этом районе пруда Шлупкотензе было категорически не рекомендовано вылавливать здесь рыбу.
Третья линия очистки (приватные очистные фильтры завода по производству легированных металлов Нироста (Nirosta) фирмы Тиссен/Крупп) является в настоящее время наиболее проблемной. Завод закрыт, его корпуса разрушаются с тем, чтобы построить на этом месте новый жилой микрорайон Бенрата, рассчитанный на 900 квартир и заранее поэтично названный "Садами Бенрата". Очистные сооружения также снесут, а грунтовые воды под "Садами Бенрата" останутся не до конца очищенными от CKW и PFT соединений.
Четвёртая линия размещена непосредственно в парке Бенрат на его южной оконечности. Те же скважины, фильтровальная установка с активированным углём и глубокая шахта по сбросу очищенной воды в соседний Иттер.
Программа очистки грунтовых вод рассчитана на десятки лет непрерывной работы фильтровальных установок.